# René Jean Jensen
René Jean Jensen (født 1971) er en dansk digter, kritiker og oversætter, uddannet fra Forfatterskolen 1999. Han har blandt andet publiceret tekster i Apparatur, Hvedekorn, Ildfisken og Den Blå Port. Han er endvidere redaktør ved Forlaget Basilisk.

## Udgivelser
- Opvågningsbog, Basilisk, 2001 (Digte)
- Om april, i maj, Anblik, 2010 (Div. prosa)
- Jeg har planlagt at dagdrømme, Gyldendal, 2010 (Digte)
- I nat bar jeg Caligula, Gyldendal, 2019 (Digte)

## Oversættelser
- Kenneth Koch (en): Et tog kan skjule et andet – og andre digte, Basilisk, 2001 (s.m. Pejk Malinovski)
- Ola Julén (sv): Orissa", Basilisk, 2001 (Digte) (s.m. Pejk Malinovski)
- Robert Walser: En verden for sig – udvalgte mikrogrammer, Basilisk, 2004 (Mikrogrammer)
- Thomas Bernhard: Gående, Basilisk, 2005 (Roman) (s.m. Tommy Kirkegaard)
- Robert Walser: Røveren, Basilisk, 2006 (Roman)
- Helene Hegemann (en): Axolotl Roadkill, C&K, 2010 (Roman)
- Hermann Hesse: Steppeulven, Gyldendal, 2012 (Roman)
- Thomas Bernhard: Træfældning, Basilisk, 2013 (Roman)
- Ernst Jünger: Det eventyrlige hjerte, Gyldendal, 2015
- Thomas Bernhard: Gamle Mestre, Basilisk, 2016 (Roman)
- Ariane Koch (de): Siden gæstens ankomst (de), Korridor, 2024 (Roman)

## Eksterne links
- Tekst i Hvedekorn
- Forfatterens blog Arkiveret 9. juni 2007 hos  Wayback Machine
- http://basilisk.dk/
- René Jean Jensen på Forfatterweb.dk